# The Super Globetrotters
Os Super Globetrotters (The Super Globetrotters no original, em inglês) foi um desenho com produção Hanna-Barbera. Estreou em 1979 e teve 13 episódios, a série é uma sequência de Harlem Globetrotters, também produzido pelo estúdio.
O desenho mostra a vida dos Harlem Globetrotters, um time de basquete formado por jogadores com super poderes, que enfrentam times de super vilões, na quadra de basquete, sendo que o jogo sempre vale algo importante. Os cinco jogadores entram em seus armários e no meio do jogo, saem com super poderes. Sempre começam o jogo com grande desvantagem, mas com os super poderes, ganham o jogo. Recebem a missão de um satélite contra o crime.
Na verdade o desenho é um remake de The Impossibles em que no original os heróis são cantores de rock que se transformam em supercombatentes do crime e aqui os Harlem Globetrotters se transformam em heróis e tres deles o Homem Liquido, Homem Espaguete e o Multi Homem são cópias do originais Homem Mola (Coil mam) Homem Fluido (Fluid Man) e Multi Homem (Multi Man) do desenho The Impossibles

## Personagens
- Nate Branch/Homem Líquido (Liquid Man) - Pode se transformar em água.
- Freddie "Curly" Neal/Super Esfera (Super Sphere) - Pode encolher os membros na cabeça, quicar e crescer. Sua cabeça tem o formato de uma bola de basquete.
- James "Twiggy" Sanders/Homem Espaguete (Spaghetti Man) - Pode usar o corpo se esticando, como uma corda ou uma escada.
- Louis "Sweet Lou" Dunbar/Homem Variedade (Gizmo) - Tem um imenso penteado afro ou "black power", onde ele consegue tirar uma série de bugigangas, uma que sempre ajuda na conjuntura do momento.
- Hubert "Geese" Ausbie/Multi-Homem (Multi Man) - Pode se multiplicar e surpreender os inimigos.

### Vilões
nomes originais (em inglês)
- Museum Man – Um zelador do museu de história natural que traz fósseis e estátuas de volta à vida.
- Bwana Bob – Um caçador que captura os Globetrotters.
- The Facelift
- Whaleman
- Robo and the Globots – Cientista maluco que criou cópias malignas dos Globetrotters.
- Tattoo Man – Um alienígena que pode animar as tatuagens de seu corpo.
- Movie Man
- The Phantom Cowboy
- The Time Lord – Tem um cristal especial que pode alterar o tempo.
- Count Bragula and his Transylvania Terrors
- Bullmoose
- Merlo the Magician – Vilão e mágico.
- Attila the Hun

## Episódios[1]
nomes originais (em inglês)
1. The Super Globetrotters vs. Museum Man
2. The Super Globetrotters vs. Bwana Bob
3. The Super Globetrotters vs. The Facelift
4. The Super Globetrotters vs. Whaleman
5. The Super Globetrotters vs. Robo and the Globots
6. The Super Globetrotters vs. Tattoo Man
7. The Super Globetrotters vs. Movie Man
8. The Super Globetrotters vs. The Phantom Cowboy
9. The Super Globetrotters vs. The Time Lord
10. The Super Globetrotters vs. Transylvania Terrors
11. The Super Globetrotters vs. Bullmoose
12. The Super Globetrotters vs. Merlo the Magician
13. The Super Globetrotters vs. Attila the Hun

nomes adaptados no Brasil (em português)
1. O homem museu
2. Bob, o caçador
3. O Alienígena das mil faces
4. O homem baleia
5. A invenção do robô
6. O Tatuagem
7. O homem astro
8. O caubói fantasma
9. O senhor do tempo
10. O terror da Transilvânia
11. O ganso dos ovos de ouro
12. Merlo, o mágico
13. Átila, o huno

## Dubladores

### Nos Estados Unidos
- Nate Branch/Homem Líquido - Scatman Crothers
- Freddie "Curly" Neal/Super Esfera - Stu Gilliam
- James "Twiggy" Sanders/Homem Espaguete - Buster Jones
- Louis "Sweet Lou" Dunbar/Homem Variedade - Adam Wade
- Hubert "Geese" Ausbie/Multi-Homem - Johnny Williams

### No Brasil
- Nate Branch/Homem Líquido - João Jacy
- Freddie "Curly" Neal/Super Esfera - Arnaldo Cazela
- James "Twiggy" Sanders/Homem Espaguete - Francisco Turrelli
- Louis "Sweet Lou" Dunbar/Homem Variedade - Ayrton Cardoso
- Hubert "Geese" Ausbie/Multi-Homem - Júlio César Barreiros
- Globo da Lei - Mário Monjardim
- Narrador - José Santana